# S. Yizhar
S. Jizhar (egentligen Jizhar Smilanski) född 27 september 1916 i Rehovot, död 21 augusti 2006, var en hebreisk författare.
Jizhar var utbildad lärare och jobbade vid flera gymnasier som lärare och rektor. Han deltog i kriget 1948 och satt i Knesset 1948-1967.
Jizhar debuterade 1938 med Efrajim hozer la'aspeset.